# Symfonie nr. 3 (Antheil)
George Antheil voltooide zijn Symfonie nr. 3 "De Amerikaanse" in 1939, maar bleef er tot 1949 aan sleutelen. Het is een opgewekte symfonie; het behandelt de toekomst van de Verenigde Staten.

## Geschiedenis
Antheil had zich in de  jaren 30 vooral in leven gehouden door het schrijven van filmmuziek. Hij kreeg daar echter genoeg van en kreeg in 1936 een (voor die tijd) enorm bedrag aan schenkingen binnen. Een totaal bedrag van 4500 Amerikaanse dollars was genoeg om de filmmuziek even vaarwel te zeggen en te beginnen aan een nieuw groots werk. Hij gaf wel hoog op van zijn filmmuziek, want in een brief aan zijn geldschieter Mary Louise Curtis Bok schreef hij dat hij veel toepassingen uit zijn filmmuziek kan gebruiken in zijn serieuze muziek. Die schenking was een zegen en een vloek; Antheil verliet New York om de Verenigde Staten te verkennen.
Hij had al eerder gewerkt aan zijn symfonie nr. 3, maar het eerste deel in de oorspronkelijke setting beviel hem niet. In Clearwater kwam het eerste deel uit zijn pen; geheel tevreden was hij niet. Hij voelde zich tekortschieten ten opzichte van onder anderen Johannes Brahms en Jean Sibelius en hij wilde dat hij meer melodieën kon schrijven als deze. Het tweede deel kreeg een start in El Paso. Hij zag de uitgestrekte olievelden en zag (als zovelen) het belang van de olie voor de Amerikanen. Zijn reis werd voortgezet tot aan Californië aan toe, alwaar hij de symfonie afrondde. Hij gaf de partituur aan Linda Whitesitt, een leerling van hem en later zijn biografe en catalogusindeelster. Deze gaf een geheel eigen invulling aan het werk. Whitesitt gaf als indeling deel 1 gaat over New York, deel 2 over New Orleans, deel 3 over San Antonio en deel 4 over Californië. Deze indeling werd echter tegengesproken door de losstaande uitvoering van deel 3 The Golden Spike. Deze Golden Spike refereert aan de voltooiing van aanleg van de Transcontinental Railroad, die niet door San Antonio reed/rijdt.De muziek grijpt terug op de muziek die Anthel schreef bij de film Union Pacific, alhoewel hij daar niet genoemd wordt. Ook deel 4 gaf verwarring; het werd ingedeeld als Californië, maar de subtitel luidt Back to Baltimore, aan de andere kant van de Verenigde Staten. De muziek doet niet zonnig Californisch aan, kortom verwarring troef. Tel daarbij op, dat dit werk Symfonie nr. 3 wordt genoemd maar in wezen zijn vierde is; er zit minstens één ongenummerde symfonie tussen.
Het is onduidelijk of de symfonie ooit als geheel is uitgevoerd. In ieder geval heeft Antheil hem nooit gehoord of willen horen; hij bleef er ontevreden over. Wel is bekend dat deel 3 The Golden Spike haar eerste uitvoering kreeg op 28 november 1945, uitvoerenden waren het National Symphony Orchestra onder leiding van Hans Kindler.

## Muziek
Hoe modern en futuristisch de muziek ook in gedachte van de componist was, het werk heeft wel een vierdelige opzet als een klassieke symfonie:
1. Allegro
2. Andante
3. The Golden Spike; Andante
4. Back to Baltimore; Presto

Het schema van een symfonie (thema, uitwerking, afronding) is echter niet in het werk te vinden; het lijken vier losstaande werken, die samengebonden zijn tot een symfonie. De muziek laat een afwisseling horen van typisch Amerikaanse muziek met invloeden vanuit de filmmuziek en soms Vaudeville-achtige passages. Daartegenover staan de sombere en schimmige momenten, waarbij Antheil overschakelt naar muziek a la Dmitri Sjostakovitsj met name als hij gebruikmaakt van marsmuziek of bijvoorbeeld een eenzame trompet tegenover het gehele orkest. Antheil maakte ook in zijn andere muziek weleens uitstapjes naar Russische muziek. Toch blijft het geheel opgewekt van karakter; het klinkt lang niet zo sinister als Sjostakovitsjs werk; de ironie heeft Antheil niet overgenomen.

### Orkestratie
- 2 dwarsfluiten, 2 hobo’s, 2 klarinetten, 2 fagotten
- 4 hoorns, 3 trompetten, 3 trombones, 1 tuba
- pauken, 3 man/vrouw percussie
- violen, altviolen, celli, contrabassen

## Discografie
- Uitgave CPO: Radio-Sinfonie-Orchester Frankfurt o.l.v. Hugh Wolff